# انتخابات مجلس ارمنستان (۱۹۹۰)
انتخابات مجلس که در تاریخ ۲۰ مه ۱۹۹۰ در ارمنستان برگزار شد، نتیجه آن پیروزی حزب کمونیست ارمنستان (اتحاد شوروی) بود که ۱۳۶ کرسی از ۲۵۹ کرسی به دست آوردند. باقیمانده کاندیدها رسماً تمامی‌شان مستقل بودند لیکن تقریباً تمامی‌شان از اعضای حزب جنبش ملی پان‌ارمنی بودند. میزان مشارکت ۶۰.۲٪ آرا بود

## نتایج
| حزب                                | آرا       | %   | کرسی‌ها |
| ---------------------------------- | --------- | --- | ------ |
| حزب کمونیست ارمنستان (اتحاد شوروی) |           |     | ۱۳۶    |
| مستقل‌ها                            |           |     | ۵۹     |
| بدون متصدی                         |           |     | ۶۴     |
| آرای نامعتبر/سفید                  |           | –   | –      |
| مجموعاً                             | ۱٬۲۸۶٬۴۶۴ | ۱۰۰ | ۲۵۹    |
| منبع: Nohlen et al.                |           |     |        |